# جوليس روبرت أوقستي
جوليس روبرت أوقستي (بالفرنسية: Jules-Robert Auguste)‏ هو نحات ورسام فرنسي، ولد في 5 يناير 1789 في باريس في فرنسا، وتوفي بنفس المكان في 15 أبريل 1850.